# Mule

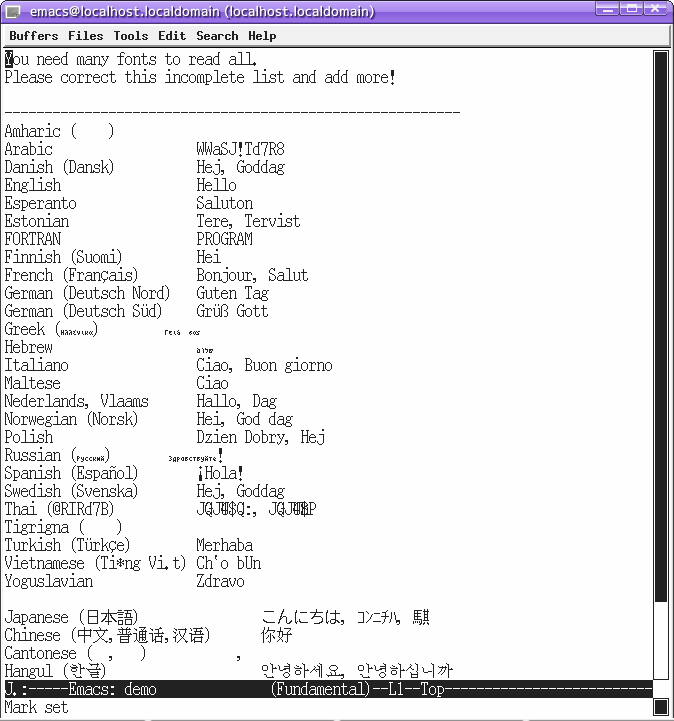
Mule 2.3-19.34で各言語での挨拶を表示した画面（フォントは未設定）

MULE（ミュール）は、GNU EmacsのMULtilngual Enhancement、すなわち多言語拡張である。NEmacsの開発を終了してからMule の開発へ移行する際に、GNU Emacsで「いつでも、どこでも、どんな言語でも」扱えることを目指し、Multilingual とされた。Muleの開発は終了しており、実現された機能をより適切に表現するなら、"MULtiscript Enhancement"、すなわち「多用字系拡張」である。Muleがテキストの操作に提供する機能は、言語固有の表記法による検索機能や、文章の校閲機能はなく、各言語で使用される文字列の入力、編集、表示だからである。
Mule機能をGNU Emacsに統合し、Muleそのものの開発は終了した。Muleが提供した機能をGNU Emacsに限らず、GNU/Linuxのソフトウェアに提供することを目指して多言語ライブラリm17nlibの開発を行っている。現在はm17nlibの開発も終了している。

## 概要
MULEは、別々の言語で書いてあるテキストのみならず、ひとつのバッファーに複数言語を含む多言語テキストの処理機能を提供している。多言語テキスト表現用であるユニコードの提供する単純な機能を超えたものである。入力方法(imput method)、各種さまざまな符号化の文字形 (font) を用いた表示、複雑な文字配置、各地の言語に対応した編集機能などに対応している。
GNU Emacsの日本語処理を含む多言語拡張版である、1987年にリリースされたNemacsに基づいている。主要な開発は電子総合研究所（現：産業技術総合研究所）の半田剣一、高橋直人、錦見美貴子、戸村哲の４名のグループによって始まった。MULE本体の開発の鈍化や、GNU EmacsからのXEmacsの分岐にともなう遅滞などもあった。21版のGNU EmacsにMULEの機能は正式に統合されている。

## 変換テーブル型入力システム Quail
Muleで多言語入力を行うには、Quailパッケージを用いることによって、ASCIIキーボードの入力をQuail変換ルールにそって対象言語の文字列に翻訳することができる。またQuail変換ルールはユーザが定義することで新たに対応言語を追加することが可能である。

## Mule for Win32
Mule for Win32は、Windows 95/NTで動作するMULEである。宮下尚 (himi)によりWin32アプリケーションとしてMule 2.3をベースにして開発された。1997年にリリースされたバージョン1.22はfinal major versionと銘打たれ、以降の開発は後継ソフトウェアのMeadowへと移った。
なおMeadowの開発およびサポートは既に終了している。Meadowの最後の正式版は2005年のバージョン2.10、最後の評価版は2009年のバージョン3.01-devであった。